# العلاقات الجيبوتية السورية
العلاقات الجيبوتية السورية هي العلاقات الثنائية التي تجمع بين جيبوتي وسوريا.

## مقارنة بين البلدين
هذه مقارنة عامة ومرجعية للدولتين:
| وجه المقارنة                                              | جيبوتي                        | سوريا                    |
| --------------------------------------------------------- | ----------------------------- | ------------------------ |
| المساحة (كم2)                                             | 23.20 ألف                     | 185.18 ألف               |
| عدد السكان (نسمة)                                         | 956.99 ألف                    | 18.27 مليون              |
| الكثافة السكانية (ن./كم²)                                 | 41.25                         | 98.66                    |
| العاصمة                                                   | جيبوتي                        | دمشق                     |
| اللغة الرسمية                                             | اللغة الفرنسية، اللغة العربية | اللغة العربية            |
| العملة                                                    | فرنك جيبوتي                   | ليرة سورية               |
| الناتج المحلي الإجمالي (بليون دولار)                      | 1.84 مليار                    | 60.20 مليار              |
| الناتج المحلي الإجمالي (تعادل القوة الشرائية) بليون دولار | 3.10 مليار                    |                          |
| الناتج المحلي الإجمالي الاسمي للفرد دولار أمريكي          | 1.95 ألف                      |                          |
| الناتج المحلي الإجمالي للفرد دولار أمريكي                 | 3.27 ألف                      |                          |
| مؤشر التنمية البشرية                                      | 0.470                         | 0.594                    |
| رمز المكالمات الدولي                                      | +253                          | +963                     |
| رمز الإنترنت                                              | .dj                           | .sy                      |
| المنطقة الزمنية                                           | ت ع م+03:00                   | ت ع م+02:00، ت ع م+03:00 |

## منظمات دولية مشتركة
يشترك البلدان في عضوية مجموعة من المنظمات الدولية، منها:
| علم المنظمة | اسم المنظمة                                 | تاريخ انضمام جيبوتي | تاريخ انضمام سوريا |
| ----------- | ------------------------------------------- | ------------------- | ------------------ |
|             | الصندوق العربي للإنماء الاقتصادي والاجتماعي | ?                   | ?                  |
|             | مؤسسة التنمية الدولية                       | 1 أكتوبر 1980       | 28 يونيو 1962      |
|             | يونسكو                                      | 31 أغسطس 1989       | 16 نوفمبر 1946     |
|             | وكالة ضمان الاستثمار متعدد الأطراف          | 12 يناير 2007       | 14 مايو 2002       |
|             | الأمم المتحدة                               | 20 سبتمبر 1977      | 24 أكتوبر 1945     |
|             | الاتحاد البريدي العالمي                     | ?                   | ?                  |
|             | جامعة الدول العربية                         | 4 سبتمبر 1977       | 22 مارس 1945       |
|             | صندوق النقد العربي                          | ?                   | ?                  |
|             | البنك الدولي للإنشاء والتعمير               | 1 أكتوبر 1980       | 10 أبريل 1947      |
|             | منظمة التعاون الإسلامي                      | ?                   | 1972               |
|             | منظمة حظر الأسلحة الكيميائية                | ?                   | ?                  |
|             | الاتحاد الدولي للاتصالات                    | 22 نوفمبر 1977      | 12 يناير 1924      |
|             | مؤسسة التمويل الدولية                       | 1 أكتوبر 1980       | 28 يونيو 1962      |
|             | منظمة الشرطة الجنائية الدولية               | ?                   | ?                  |